# George Tabori
George Tabori, Tábori György en hongarès, (Budapest, 24 de maig del 1914 - Berlín, 23 de juliol del 2007) va ser un escriptor, guionista, traductor, autor dramàtic i director teatral d'origen hongarès.
Fill del periodista i escriptor amb tendències d'esquerres Cornelius Tabori i d'Elsa Tabori, d'origen austríac, Georges Tabori cresqué en una família bilingüe (hongarès-alemany). Malgrat ser d'origen jueu, fou educat com a catòlic; ell mateix reconeix, que els seus pares li van fer saber els seus veritables orígens quan ja era més gran.
Als 18 anys, George Tabori emigrà a Alemanya, on feu un aprenentatge de grum d'hotel a l'Adlon de Berlín. Degut als seus orígens jueus, hagué de marxar d'Alemanya, tornant a Budapest el 1933, on inicià els estudis universitaris. El 1936 emigrà a Londres amb el seu germà Paul, i hi treballà de periodista i escriptor. El 1941 esdevingué ciutadà britànic. Treballà per la BBC i més tard per als serveis secrets de l'exèrcit britànic a l'Orient Pròxim. Afectat per la mort del seu pare, el periodista Cornelius Tabori, al camp de concentració d'Auschwitz-Birkenau (la seva mare se'n va sortir per una casualitat), esdevingué més conscient de la seva identitat jueva i els seus escrits començaren a fer-se'n ressò.
El 1947 emigrà als Estats Units, on treballà a Hollywood com a guionista, treballant entre altres amb Alfred Hitchcock. Allí conegué l'obra i la persona de Berthold Brecht. A Hollywood va tenir una relació amorosa amb Greta Garbo. Durant l'època McCarthy va ser sospitós d'activitats antiamericanes i va ser inclòs a la llista negra el 1953. A l'època de la guerra del Vietnam feu peces contra l'actuació de les tropes estatunidenques al país asiàtic (Pinkville).
El 1971 tornà a Europa. Allí aconseguí a partir de 1986 l'èxit al Burgtheater de Viena, i des de 1999 a Berlín amb el Berliner Ensemble.
Les seves peces teatrals es caracteritzen per un retreballament del traumes de la xoà tant del fet de l'holocaust i de la pèrdua dels familiars i fe en la civilització europea, com del trauma d'haver sobreviscut a la tragèdia. El seu treball es basa en l'anomenat "teatre del recordar" (Theater des Erinnerns"), que vol una representació de les vivències de l'holocaust i de les seves seqüeles en l'ànima europea i jueva sobre l'escenari, trencant el tabú de la impossibilitat d'una estètica de la shoa (Adorno). La seva dramatúrgia, influenciada per formes teatrals brechtianes i beckettianes, es basa en el "Theater der Peinlichkeit" (teatre de la incomoditat, de la vergonya). Mitjançant l'activació dels sentits dels espectadors (olfactius, tàctils, visuals, auditius, kinestèsics) s'aconsegueix fer una recuperació de la memòria sobre els fets d'Auschwitz i de l'antisemitisme europeu en general i alemany en particular. La utilització dels acudits racistes i de les situacions i personatges grotescs ha de crear en els espectadors una sensació d'incomoditat davant la seva situació d'observadors.

## Peces teatrals
- Die Kannibalen (1969)
- Pinkville (1971)
- Sigmunds Freude (1975)
- Talk Show (1976)
- Mutters Courage (1979)
- Jubiläum (1983)
- Peepshow - ein Rückblick (1984)
- Schuldig geboren (1987)
- Mein Kampf (1987)
- Weisman und Rotgesicht (1990)
- Der Babylon-Blues (1991)
- Goldberg-Variationen (1991)
- Requiem für einen Spion (1993)
- Die 25. Stunde (1994)
- Die Massenmörderin und ihre Freunde (1995)
- Die Ballade vom Wiener Schnitzel (1996)
- Letzte Nacht im September (1997)
- Die Brecht-Akte (1999)
- Frühzeitiges Ableben (2001)
- Gesegnete Mahlzeit (2007)

## Postes en escena com a director
- Die Kannibalen; Taller del Schiller-Theater a Berlín
- Mutters Courage; Kammerspiele München
- Der Voyeur; Spiegelzelt, Berliner Festwochen
- Jubiläum; Schauspielhaus, Bochum
- Mein Kampf. Farce
- Schuldig geboren
- Masada (adaptació de La guerra dels jueus de Flavi Josep
- Weisman und Rotgesicht. Ein jüdischer Western
- Goldberg-Variationen
- Nathans Tod
- Requiem für einen Spion
- Die Massenmörderin und ihre Freunde
- Die Ballade vom Wiener Schnitzel
- Gesegnete Mahlzeit

## Publicacions
- 1945: Beneath the stone (the scorpion). Novel·la

reeditada com a: Das Opfer
- 1959: The journey. Novel·la
- 1981: Unterammergau oder Die guten Deutschen
- 2002: Autodafé. Memories.
- 2002: Meine Kämpf.
- 2003: Son of a bitch. Roman eines Stadtneurotikers
- Ich versteh' nix Deutsch. Ein Manuskript. Zum 89. Geburtstag von George Tabori anlässlich der Festveranstaltung am 18. Mai 2003 in der Akademie der Künste zu Berlin.
- 2004: Ein guter Mord. Roman.
- 2004: Gefährten zur linken Hand. Roman
- 2004: Tod in Port Aarif. Roman
- 2004: Der Spielmacher. Gespräche mit George Tabori.
- 2004: Exodos. Fortgesetzte Erinnerungen.

## Guions de pel·lícules
- 1950 - Crisis – Direcció: Richard Brooks
- 1953 - Thunder in the East – Direcció: Charles Vidor
- 1955 - Jo confesso- Direcció: Alfred Hitchcock
- 1959 - Die Reise - Direcció: Anatole Litvak
- 1962 - No exit - Direcció: Hector Olivéra
- 1968 - Secret Ceremony – Direcció: Joseph Losey
- 1970 - Kannibalen
- 1981 - Frohes Fest - Guió i direcció: George Tabori